# Krachi est
Pour les articles homonymes, voir Krachi.
Le district de Krachi est  (officiellement Krachi East District, en Anglais) est l’un des 18 districts de la Région de la Volta au Ghana.

## Villes et villages du district
| - Dambai - Paikatanga - Asukawkaw - Dormabin | - Kparekpare - Addo Nkwanta - Tokuroano - Pai Katanga |

## Sources
- (en)
- (en) Site de Ghanadistricts